# Sociedade Histórica da Independência de Portugal
A Sociedade Histórica da Independência de Portugal, designada estatutariamente também pelo acrónimo SHIP GOC • MHSE • MHIH • GCNSC, com sede e actividades no Palácio da Independência, é uma associação sem fins lucrativos de direito privado, com o estatuto de pessoa colectiva de utilidade pública, que visa a defesa da identidade e da independência de Portugal, actuando essencialmente através das áreas da defesa e promoção da educação e da cultura patriótica portuguesa.
Trata-se de uma das mais antigas e a mais condecorada instituição cultural em Portugal.

## Fundação
A instituição foi fundada com o nome de Associação Nacional 1.º de Dezembro de 1640 que em 24 de Maio de 1861 indicou uma Comissão Central 1.º de Dezembro de 1640 com 40 simbólicos membros para a dirigir, qual os 40 Conjurados.
Os seus primeiros estatutos foram aprovados por decreto do Ministério do Reino datado de 1 de Dezembro de 1869.
A partir de 1927 adoptou a actual designação, com a sigla "SHIP", depois da aprovação de novos estatutos, os quais foram ratificados pelo Decreto n.º 15 827 de 9 de Agosto de 1928.

## Missão

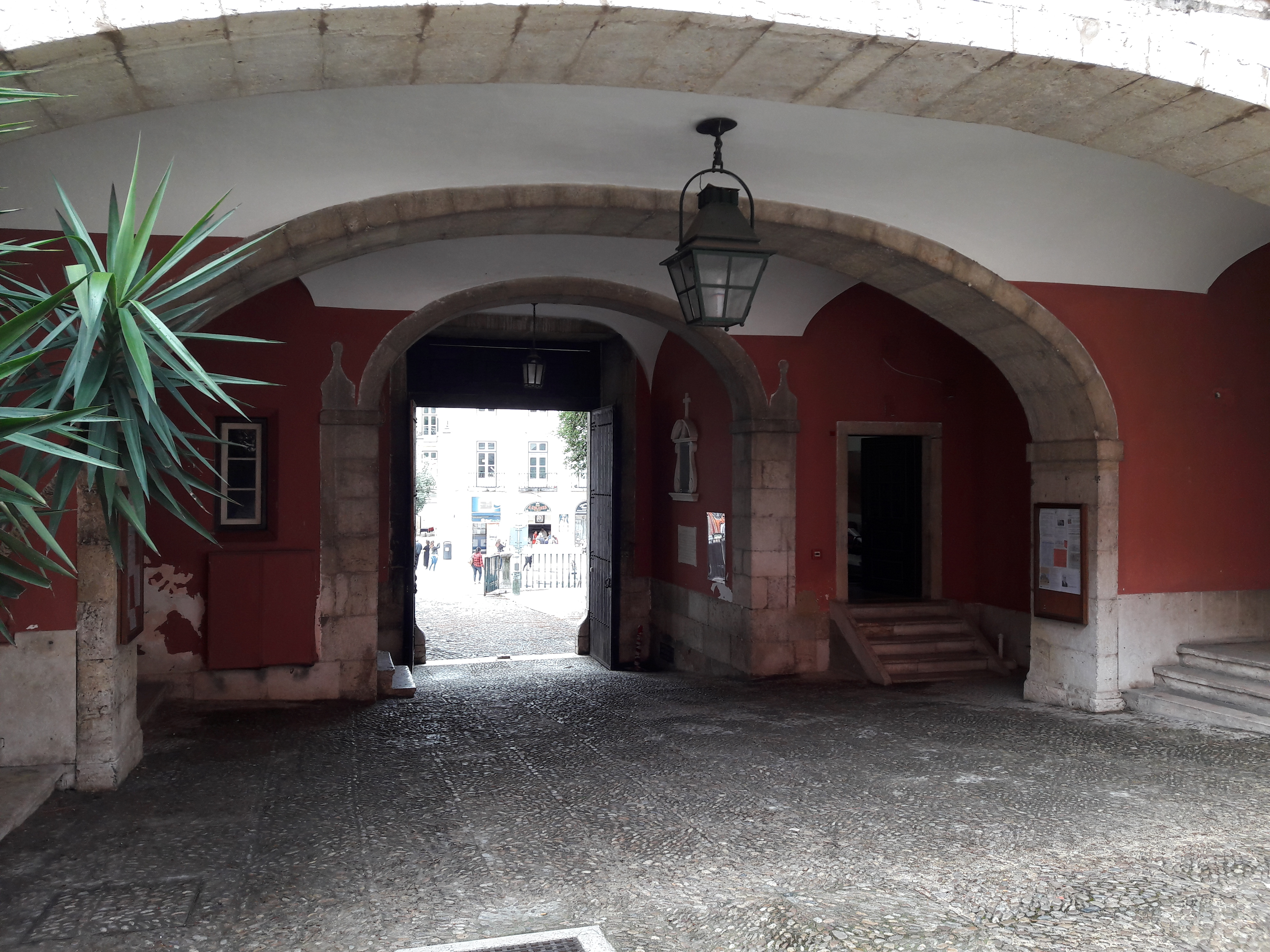
Portal de entrada para o Palácio da Independência.

A Sociedade Histórica da Independência de Portugal assume-se uma associação patriótica que tem como objectivos principais, expressos estatutariamente e prosseguidos, " a colaboração com os órgãos de soberania e da cooperação com instituições congéneres, a promoção do culto do amor pela pátria, a defesa da integridade do seu património, a projecção da cultura nacional, com especial relevo para a língua portuguesa, a comemoração das grandes datas nacionais e a preservação da dignidade de Portugal como nação livre e independente".
Nos seus estatutos consta:
| “ | Artigo 3.º) - Constituem objectivos da S.H.I.P.: 1. Cultivar a afirmação de Portugal pelos portugueses, luso-descendentes e luso-falantes. 2. Defender a independência e a identidade de Portugal, no país e no estrangeiro, com especial relevo para a Língua e a Cultura Portuguesas. 3. Colaborar com os órgãos de soberania, com a administração regional e autárquica, com a administração pública, assim como com as instituições da sociedade civil, na definição e aprofundamento dos princípios e valores estratégicos da independência e da identidade de Portugal. 4. Celebrar ou colaborar na celebração das grandes datas e eventos de Portugal, com relevo, anualmente, para a comemoração do dia 1.º de Dezembro de 1640, data da Restauração da plena soberania do Estado Português, bem como do dia 24 de Maio, adoptado como Dia da S.H.I.P. 5. Combater, pelos meios considerados convenientes, a generalização de doutrinas susceptíveis de ferirem a dignidade de Portugal, como um dos Estados-Nação mais antigos e identitários da Europa. | ” |

## Fundação
A Comissão Central 1.º de Dezembro de 1640, instituição que deu origem à actual Sociedade Histórica da Independência de Portugal, foi fundada em Lisboa, a 24 de Maio de 1861, em reacção ao sentimento iberista então aceite por alguns sectores da sociedade portuguesa, políticos e não só.
A iniciativa partiu de Feliciano de Andrade Moura, comerciante de alfaiataria em Lisboa, que distribuindo folhetos pela capital chamando à atenção dos portugueses dessas atitudes anti-patriotas que se estavam a desenvolver em Portugal e em Espanha, e que por essa via reuniu um número considerável de patriotas no seu espaço na Rua Augusta, a 16 de Maio de 1861. Essa reunião foi presidida pelo próprio que a tinha convocado e foi secretariada por dois deles, Pedro Brito Aranha e Joaquim António Gonçalves Teixeira. Aí foi logo decidido, como prioridade, ajudar a comemorar com a máxima das dignidades e com maior relevo o 1.º de Dezembro de 1640 para animar o sentimento patriótico.
Em 24 de Maio juntaram-se novamente e, nessa altura, foi proposto o nome de "Associação Nacional de 1.º de Dezembro", para este movimento, e que seria importante convidarem para juntar a ela representantes dos descendentes dos quarenta fidalgos, que tinham feito esse golpe de estado contra Espanha. Em 31 de Maio, estando novamente reunidos, informou-se serem o Conde de Almada, o Conde de Redondo e D. Sebastião António Maldonado, devendo eles fazer parte dessa comissão de honra, sob a designação de Comissão Central 1.º de Dezembro. 

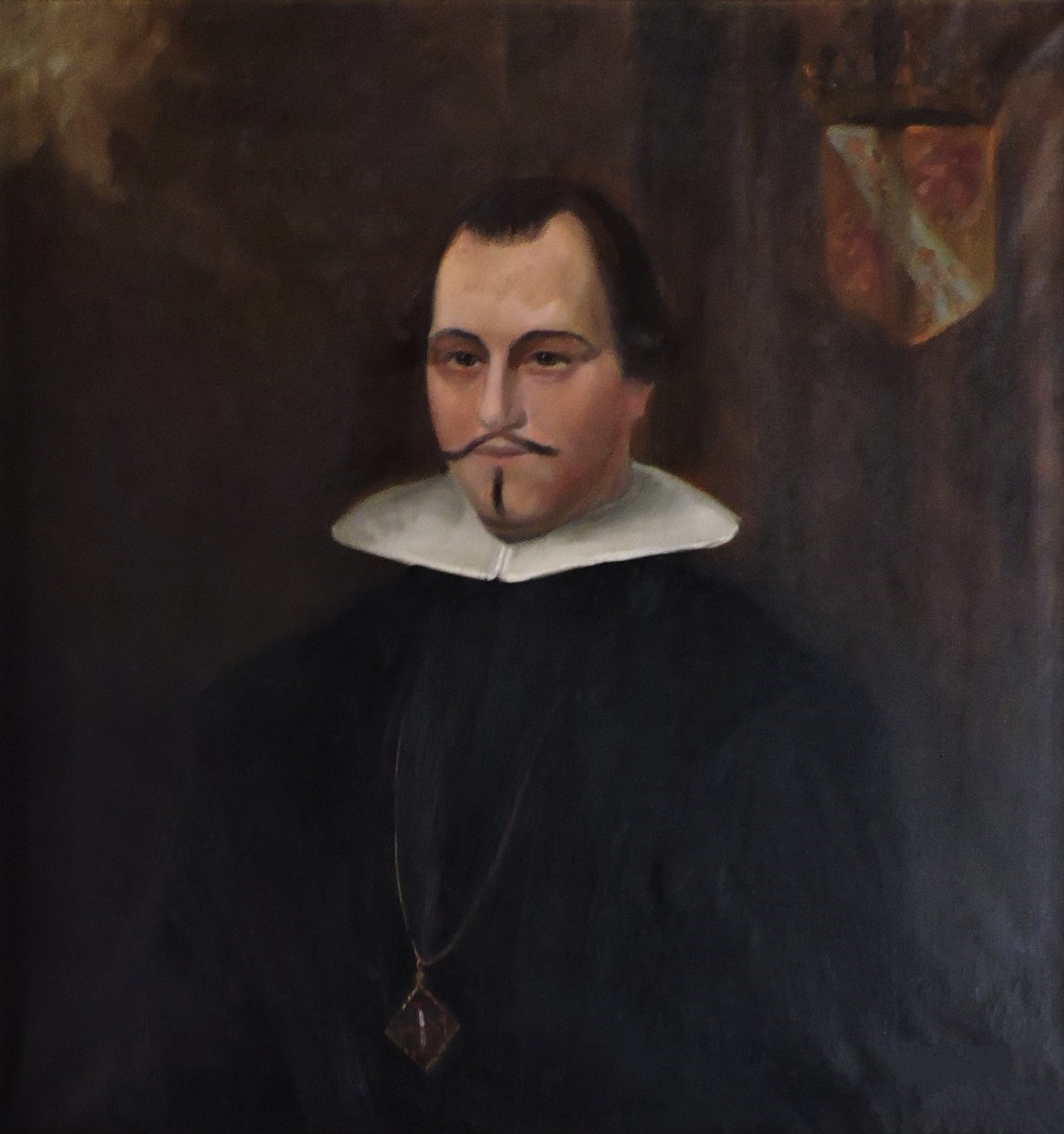
Antão de Almada principal impulsionador da restauração da independência de Portugal.

Entretanto, a 4 de Junho, o Grémio Nacional tinha decidido juntar-se a esta associação para comemorar com maior "luzimento" o 1.º de Dezembro, que estava antes ao seu cargo. De seguida, a aprovação desse propósito foi muito bem por parte do Marquês de Loulé na qualidade de presidente do conselho de ministros da altura. Tendo ele, nessa qualidade, inclusivamente, cedido o teatro D. Maria II para uma reunião pública.
Simplesmente, entre 3 e 9 de Julho, por razões históricas simbólicas, foi dada antes preferência ao Palácio Almada para a realizar, por vontade de Luís de Castro Guimarães, o seu arrendatário nessa época, e com a provável cedência dos condes de Almada seu senhorio entretanto posto ao corrente dos acontecimentos e aderido à causa.
Foi então que, a partir do dia 14 de Julho, houve uma eleição secreta com uma enorme adesão, quase 3000 votantes, para elegerem os restantes, um simbólico número de quarenta nomes no total, escolhidos pelo sua grande "categoria" - prestígio, idoneidade e qualidades na defesa do seu independente Reino - entre várias classes da sociedade lisbonense.
Por fim, após apurado os resultados, usou da palavra o tribuno José Estêvão Coelho de Magalhães propondo para a presidência o mentor deste projecto, Feliciano Andrade Moura, que por modéstia e deferência declinou em António Esteves de Carvalho, então presidente da Câmara de Lisboa, ficando ele com o lugar de vice-presidente.

### A 1.ª Comissão Central

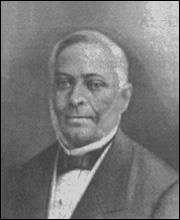
1º presidente da SHIP, o barão de Santa Engrácia, então presidente da Câmara de Lisboa.

A 28 de Julho de 1861, no Palácio da Independência, dá-se a instalação e posse, na referida Comissão Central do 1.º de Dezembro, dos seus primeiros membros.
Por ordem alfabética:
1. Anselmo José Braamcamp;
2. António Esteves de Carvalho, 1.º Barão de Santa Engrácia, presidente;
3. António José Pereira Serzedelo Júnior;
4. António da Silva Túlio;
5. Aires de Sá Nogueira;
6. Custódio Firmo Rodrigues;
7. Feliciano de Andrade Moura, vice-presidente;
8. Inocêncio Francisco da Silva;
9. João José Barbosa Marreca;
10. João Daniel de Sines;
11. João Luís de Morais Mantas;
12. João Ricardo Cordeiro Júnior;
13. Joaquim António Gonçalves Teixeira;
14. José César Giurian;
15. José Estêvão Coelho de Magalhães;
16. José Joaquim Alves Chaves;
17. José Maria Frazão;
18. José Maurício Veloso;
19. José do Nascimento Gonçalves Correia;
20. José da Silva Mendes Leal;
21. Luís Augusto de Castro Guimarães;
22. Luís de Vasconcelos de Azevedo e Silva;
23. Manuel Coelho Torrezão;
24. Manuel de Jesus Coelho;
25. Pedro Wenceslau de Brito Aranha;
26. Sebastião António Maldonado

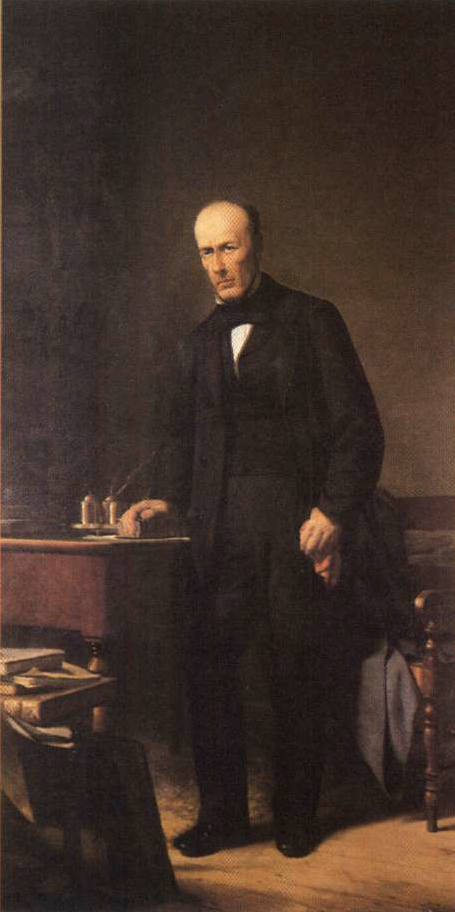
Alexandre Herculano.

Depois da sua posse, a partir do momento que foi indigitado nesse lugar até 25 de Agosto, o presidente logo integrou nessa lista mais:
1. Alexandre Herculano;
2. A. J. Ribeiro Gomes de Abreu
3. António José Marques Leal
4. Domingos Ferreira Pinto Basto
5. Francisco Vieira da Silva
6. Jacinto Augusto de Freitas Oliveira
7. Joaquim José Pereira de Guimarães
8. José Maria Chaves
9. José Maria da Silva e Albuquerque
10. Luís Filipe Leite
11. Lourenço José Maria Boaventura de Almada Cyrne Peixoto, Conde de Almada
12. José Luís Gonzaga de Sousa Coutinho Castelo Branco e Meneses, Conde de Redondo

Ao assinarem o "Manifesto" que então se produziu, no mesmo dia de 25 de Agosto, elevando a Independência de Portugal e a sua Restauração, surgem-nos igualmente os seguintes nomes mais:
1. Luís Augusto Rebelo da Silva
2. Luís Teles de Melo

## Século XIX
Desde a sua fundação em 1861 que a SHIP promove as comemorações do 1.º de Dezembro de 1640, embora no seu primeiro ano não se chegassem a realizar, por coincidirem com o luto nacional decretado por morte do rei D. Pedro V de Portugal. Ao longo dos anos as comemorações tomaram diversas formas, mantendo-se contudo constante a celebração de um Te-Deum, tal como logo em 1641 tinha sido determinado pelo rei D. João IV de Portugal.
Tomou para si também diversas iniciativas sociais, editoriais e culturais, com destaque para a realização de conferências de carácter histórico-cultural e político-institucional e a realização de exposições didácticas.
Nesse contexto, ainda nesse final do século XIX, lançou várias campanhas públicas de angariação de fundos a fim de elevar os portugueses no mérito, especialmente algumas que mais se destacaram para a construção de Portugal como nação, para proteger do estrangeiro o seu reino e para dignificar os patriotas no geral assim como na sua diáspora.
- Começando primeiramente pelo combate à fome em Cabo Verde (1863);
- depois na compra de armamento (1868);
- assim como promoveu a edificação de diversos monumentos. Nomeadamente uma estátua ao poeta Bocage em Setúbal (1870),
- a D. Afonso Henriques em Guimarães (1884),
- a Luís Vaz de Camões em Lisboa (1867)
- a Sá da Bandeira igualmente em Lisboa
- e com relevo especial para o Monumento aos Restauradores na mesma cidade (1886)[2].

## A sede

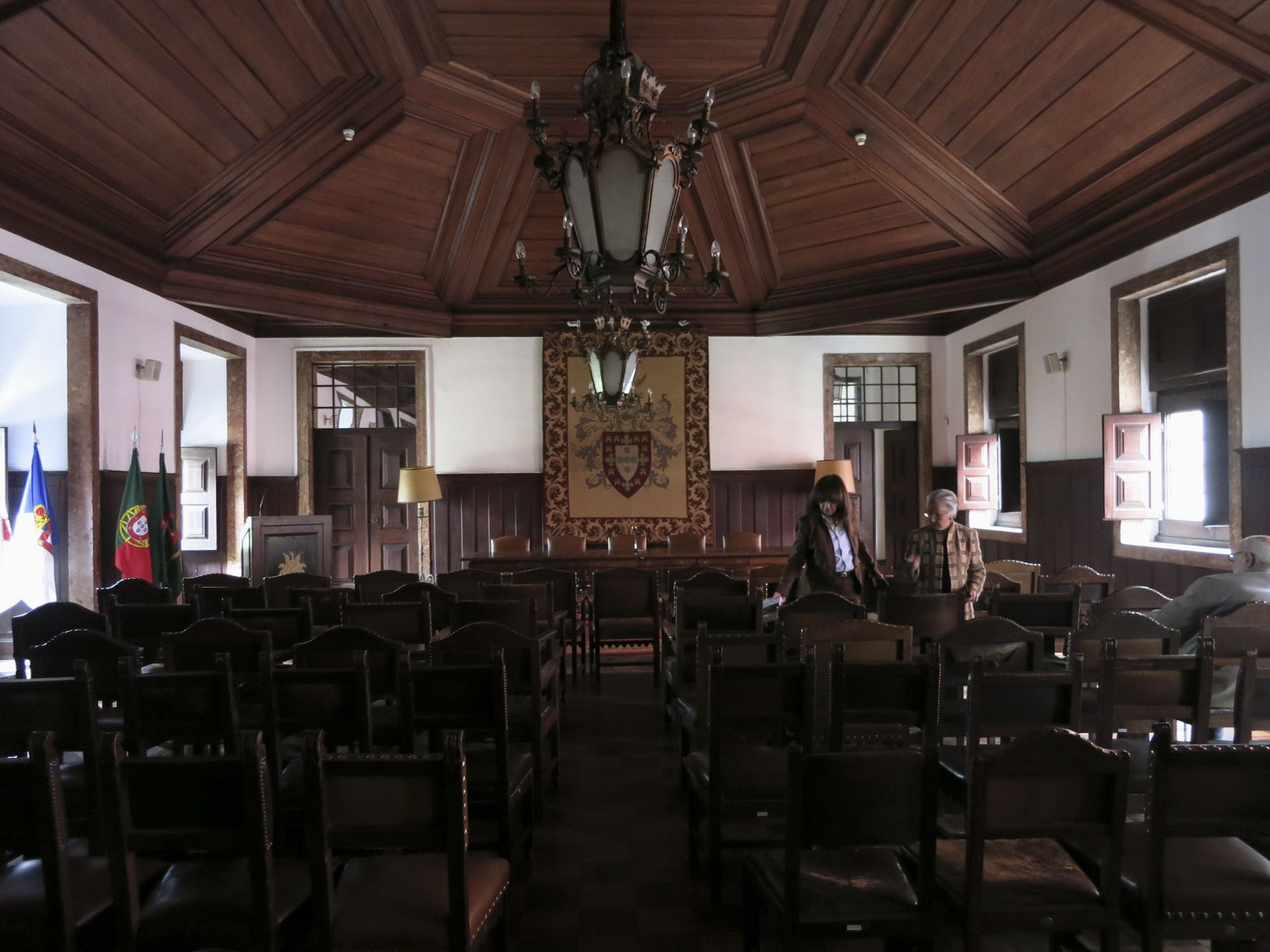
Salão nobre da SHIP.

A instituição sempre manteve a sua sede no Palácio Almada, hoje designado Palácio da Independência Nacional. Inicialmente ainda em propriedade particular dos condes de Almada, mas, desde cedo surge a vontade da sua aquisição pública.
Em 1922, o senador Coronel Ramos da Costa, na qualidade de presidente da Comissão Central 1º de Dezembro, apresentou ao Senado um projecto de lei no sentido do imóvel Monumento Nacional ser adquirido à família Almada, recorrendo-se a várias acções para o conseguir.
Nessa linha surge a Lei n.º 1814, de 19 de Agosto de 1925 (substituída pelo Decreto n.º 15 251, de 26 de Março de 1928) determinou que nos dias 10 e 11 de Abril, 30 de Novembro e 1 de Dezembro de cada ano, fosse usado um selo postal específico, cuja receita de venda reverteria para a aquisição do palácio e para as celebrações do centenário da Restauração da Independência, a celebrar em 1940, incluindo a realização de uma exposição internacional de carácter científico e histórico. Tal disposição termina precisamente ao chegar a essa data porque, na sequência dos dinheiros adquiridos com aquele diploma e de avultadas contribuições provenientes dos emigrados portugueses no Brasil, pelo Decreto-Lei n.º 29638, de 30 de Maio de 1939, foi autorizada a Direcção Geral da Fazenda Pública a efectuar a aquisição do imóvel para a Colónia Portuguesa do Brasil. A 25 de Agosto desse mesmo ano de 1939 foi assinada a escritura do edifício e em 24 de Novembro de 1940 foi solenemente entregue à SHIP, passando desde esse ano a ser a sua sede de facto e de direito.

## Heráldica

Bandeira da Restauração.

- Bandeira de cor verde e com a cruz de Cristo ao centro (a mesma que foi usada nas campanhas da Guerra da Restauração).
- Emblema com uma placa da ouro em forma da sol, com oito raios intercalados por outros oito menores. Ao centro , um círculo de esmalte branco com a legenda PRÓ-PORTUGAL em ouro, sobre duas palmas de louro cruzadas (também em ouro), rodeado pro um friso do mesmo metal.
- Brasão formado por um escudo do tipo francês moderno, de prata, com cinco escudetes em azul postos em cruz, cada um com cinco besantes de prata; bordadura de vermelho carregado com sete castelos; elmo aberto de ouro, posto em frente, com coroa real aberta no mesmo metal;; timbrado por dragão saiante de ouro; ornado com paquife de azul e prata.[13]

## Presidentes da SHIP

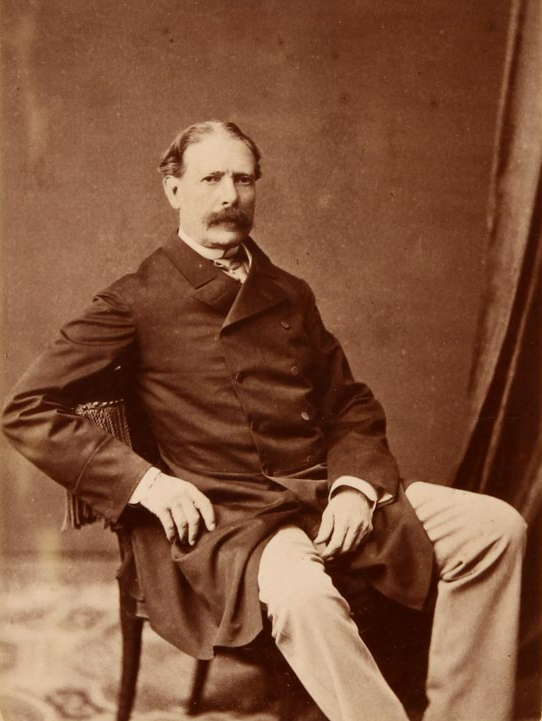
Presidente do conselho de ministros e ministro das obras públicas Fontes Pereira de Melo.

- Feliciano de Andrade Moura, presidente da comissão fundadora (28 de Julho a 29 de Agosto de 1861) e (1 de Outubro a 14 de Novembro de 1868)
- D. Lourenço José Maria Boaventura de Almada Cirne Peixoto, 15.º Conde de Avranches e 3.º Conde de Almada, Presidente honorário
- António Esteves de Carvalho, 1.º Barão de Santa Engrácia (Agosto de 1861 a Outubro de 1868)[14].
- D. Luís Maria de Carvalho Daun e Lorena, 1.º Marquês de Pomares (21 de Novembro de 1868 a Janeiro de 1874)[14].
- General José Joaquim de Abreu Viana (1874-1877)
- General Luiz Augusto Xavier Palmeirim  (1877-1880)
- General António Maria de Fontes Pereira de Melo (1880)
- General António Florêncio de Sousa Pinto (22 de Janeiro de 1877 a 18 de Fevereiro de 1890)
- General Miguel Baptista Maciel (18 de Fevereiro de 1890 a 11 de Novembro de 1900)
- Ernesto Rodolfo Hintze Ribeiro (1900-1907)
- General José Estêvão de Morais Sarmento (1 de Agosto de 1907 a 4 de Abril de 1911)
- José Joaquim da Silva Amado (4 de Abril de 1911 a 10 de Março de 1915)
- Coronel Francisco de Sales Ramos da Costa (10 de Março de 1915 a 8 de Maio de 1935)
- Coronel Henrique Linhares de Lima (1 de Junho de 1935 a 13 de Fevereiro de 1953)
- General José Alberto da Silva Basto (21 de Abril de 1953 a 18 de Janeiro de 1958)
- Brigadeiro Abel de Abreu Sotto-Mayor (5 de Fevereiro de 1958 a 29 de Novembro de 1967)
- Brigadeiro João José Soares-Zilhão (2 de Fevereiro de 1968 a 22 de Julho de 1973)
- General Alberto de Andrade e Silva (24 de Julho de 1973 a 25 de Abril de 1974)
- General João Alegria dos Santos Calado (1 de Julho de 1974 a 31 de Dezembro de 1977)
- General João de Paiva de Faria Leite Brandão (1 de Janeiro de 1978 a 31 de Dezembro de 1980)
- Carlos Ayala Vieira da Rocha (1 de Janeiro de 1981 a 5 de Fevereiro de 1987)
- General Manuel Freire Themudo Barata (5 de Fevereiro de 1987 a 25 de Abril de 2003)
- Jorge Alberto da Conceição Hagedorn Rangel (2003 a 2011)
- José Augusto Perestrelo de Alarcão Troni (2011 a 2020)
- José Duarte de Almeida Ribeiro e Castro (desde 2020)

## Condecorações e distinções
Ao longo da existência da SHIP foram-lhe concedidas as seguintes distinções:
- Grande-Oficial da Ordem Militar de Cristo (17 de Junho de 1961);[16]
- Medalha de Mérito da Câmara Municipal de Lisboa (Grau Ouro), em 1986;
- Membro-Honorário da Ordem do Infante D. Henrique (7 de Novembro de 1991);[16]
- Pessoa Colectiva de Utilidade Pública, em 1987;[2]
- Membro-Honorário da Ordem Militar de Sant'Iago da Espada (24 de Maio de 2011);[16]
- Grã-Cruz da Ordem de Nossa Senhora da Conceição de Vila Viçosa.